# Audubon, Iowa
Audubon är administrativ huvudort i Audubon County i Iowa. Orten har fått sitt namn efter naturforskaren John James Audubon. Vid 2010 års folkräkning hade Audubon 2 176 invånare.